# Pierre Vidal-Naquet
Pierre Emmanuel Vidal-Naquet (Paris, 23 de julho de 1930 – Nice, 29 de julho de 2006) foi um historiador e intelectual francês, de origem judaica. 
Foi professor assistente na Universidade de Caen, posto da qual foi suspenso por assinar o Manifesto dos 121, em 1956. Participou do Centro de estudos comparados das sociedades antigas Louis Gernet, organizado por Jean-Pierre Vernant. Ocupou o cargo de diretor de estudos na École des hautes études en sciences sociales (EHESS).
Seus pais foram presos pela Gestapo e assassinados no campo de concentração de Auschwitz.
Foi um especialista em Grécia Antiga, e sua abordagem é tributária da antropologia estrutural. Possui uma produção expressiva acerca da Guerra da Argélia (1954-1962) durante a qual se posicionou contra à prática de tortura do exército francês, assim como pela História Judaica. Pronunciou-se contra a guerra do Vietnam, e as sucessivas guerras no Iraque foram também objeto de sua crítica e condenação. Criticou, por meio da imprensa escrita, a política expansionista israelense no contexto da Guerra dos Seis Dias.
Participou com Michel Foucault e Jean-Marie Domenach da fundação do Groupe d'information sur les prisons (GIP), que se preocupava com a situação das prisões na França. Seu livro Os Assassinos da Memória (1995), focado em desmontar os argumentos do negacionista dos campos de concentração,  Robert Faurisson, foi traduzido para diversas línguas.

## Obras selecionadas
- L'Affaire Audin, Minuit, 1958.
- Le chasseur noir: formes de pensée et formes de sociétés dans le monde grec, Maspero, 1981.
- La Démocratie grecque vue d'ailleurs, Flammarion, 1990.
- Mythe et tragédie en Grèce ancienne (dois volumes), com Jean Pierre Vernant, La Découverte, 2000.
- Le monde d’Homère, Perrin, 2002.
- L'Atlantide. Petite histoire d'un mythe platonicien, Les Belles Lettres, 2005.
- Les assassins de la mémoire, Le Seuil, 1995.
- Les juifs, la mémoire et le présent, Le Seuil, 1995.
- Mémoires: La brisure et l’attente (1930–1955). Éditions du Seuil/La Découverte, 1995. v. 1
- Mémoires: Le trouble et la lumière (1955-1998). Seuil/La Découverte, 1998. v. 2
- Les crimes de l'armée française Algérie 1954-1962, La Découverte, 2001.